# Georg Malin

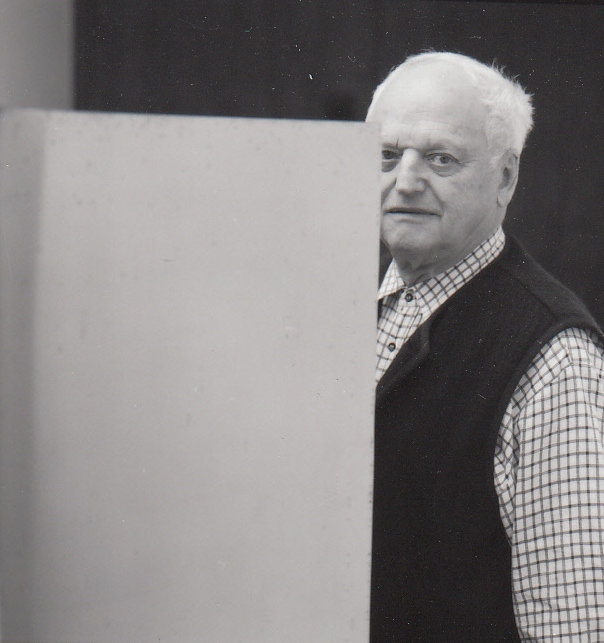
Georg Malin, 2012

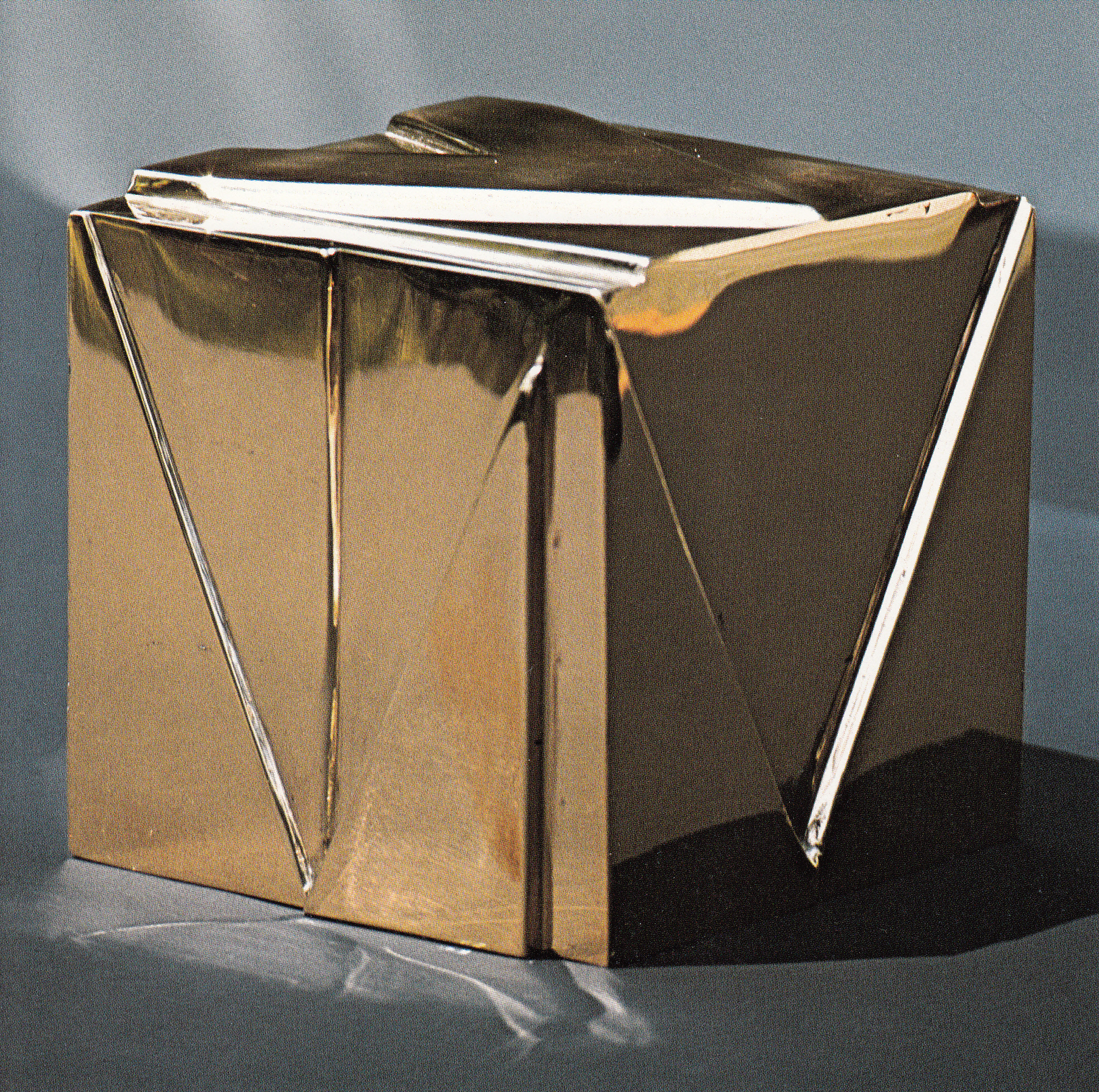
M-Würfel, 1987, Bronze poliert, 15 × 15 × 15 cm, Foto: Hans Gerber, Comet Photo, ETH-Bibliothek Zürich

Georg Malin (* 8. Februar 1926 in Mauren, Liechtenstein) ist ein Liechtensteiner Künstler, Historiker und Politiker.

## Leben und Werk

### Kindheit und Familie
Georg Malin ist der älteste Sohn des Stuckateurs und Bautechnikers Josef Malin und Hildegard Malin, geb. Batliner. Von 1956 bis zu ihrem Tod 2021 war er mit Berty Malin-Ziegler verheiratet. Georg Malin ist Vater von sechs Kindern. Die Gymnasiumszeit im Barockkloster Disentis prägten Malin nachhaltig.
1947 legte er das Abitur ab, studierte von 1947 bis 1952 an den Universitäten Zürich und Fribourg Geschichte, Kunstgeschichte, Archäologie und Philosophie. 1952 promovierte er zum Dr. phil. mit einer Dissertation zur politischen Geschichte Liechtensteins in den Jahren 1800-1815.

### Künstlerische Ausbildung
Von 1947 bis 1949 wurde er zum Bildhauer im Schüleratelier von Alfons Magg (1891–1967), im Zeichnen und Malen bei Henry Wabel (1889–1981) und im Zeichnen bei Hans Gisler (1889–1969) an der ETH Zürich ausgebildet. Nach dem Studium arbeitete er zwei Jahre als Kunsterzieher und danach als freischaffender Künstler.

### Berufliche und politische Tätigkeit
1952 war Malin zum Dr. phil. mit einem geschichtswissenschaftlichen Thema promoviert worden.
Er forschte zur Ur- und Frühgeschichte Liechtensteins und untersuchte die Urkunden vor 1416 aus den Archiven Liechtensteins. Nach 1968 leitete er die Ausgrabungen auf dem Kirchhügel in Bendern (1968–1977), die Kirchengrabungen in Eschen (1977–1979), die Ausgrabung des römerzeitlichen Gutshofes in Nendeln (1973–1976).
Von 1968 bis 1996 war Malin Konservator der Liechtensteinischen Staatlichen Kunstsammlung. 1995 gab er einen Bestandskatalog der Sammlung heraus.
Als Kunsthistoriker und Museumsleiter hielt Malin 1986/87 Vorlesungen an der Universität St. Gallen.
Im Jahr 1951 zählte Malin zu den Gründungsmitgliedern der Liechtensteinischen Akademischen Gesellschaft. Von 1954 bis 1966 war er Laienrichter am Obergericht, 1966-1974 Abgeordneter im Landtag (Parlament) und Mitglied der parlamentarischen Beobachterdelegation beim Europarat, die den Beitritt Liechtensteins zum Rat vorbereitete. Als Mitglied der Aussenpolitischen Kommission vertrat er Liechtenstein 1972 in der Konferenz über Sicherheit und Zusammenarbeit in Europa in Helsinki bei den Vorbereitungsarbeiten zur Gründung der OSZE. Die vierjährige Amtszeit als Regierungsrat (Minister für Umwelt und Kultur) 1974–1978 ermöglichte Malin eine gestaltende Tätigkeit in den Bereichen dieses Ressorts.

## Künstlerische Arbeiten
Erste Aufträge zur Mitarbeit bei der Ausstattung von Sakralräumen datieren aus der Zeit um 1954 bis 1963 (St. Josefskapelle Planken; Rudolfstetten; St. Josefen, Gaiserwald; Kirche Gossau ZH; Notre Dame de la Route, Fribourg-Cormanon). Im gleichen Zeitraum entstanden in Marmor gehauene Grabmonumente in Friedhöfen in Zug, St. Gallen, Dietikon und das in den Jahren 1953/56 geschaffene Marmor-Relief an der Südfassade der Liechtensteinischen Landesbank Vaduz. 1956/59 schuf er die
Granitskulptur Fürst Johannes II. von Liechtenstein sowie einige Porträtbüsten.

### Sakralbauten und Sakralkunst

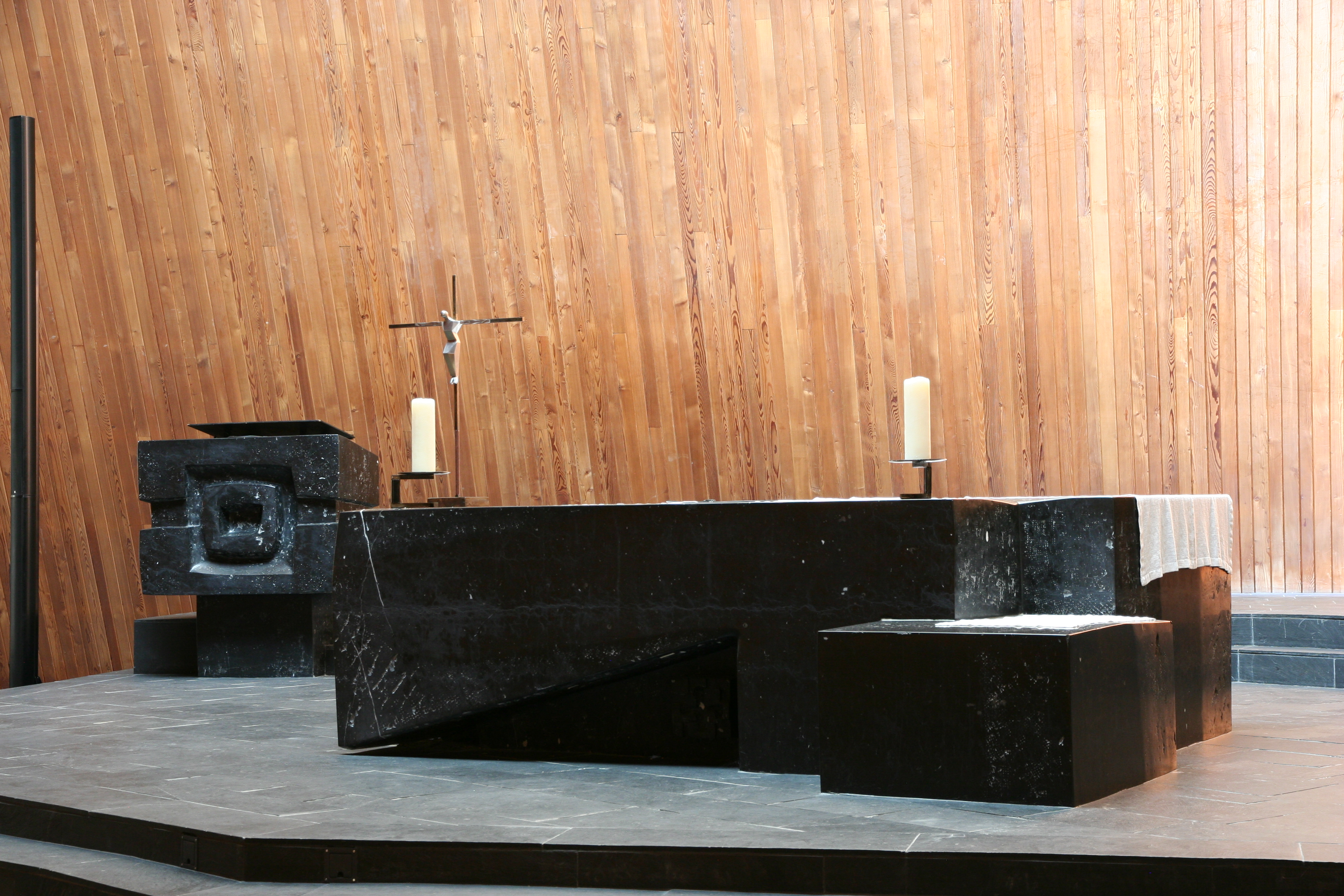
Altar Maria Krönung, Zürich-Witikon, 1964/65

Um 1960 konzipierte Malin mit den Architekten Fritz Metzger und Rudolf Schwarz, die neue Richtlinien des Zweiten Vatikanum bezüglich des Kirchenbaus vorwegnahmen, die Ausstattung der von Eduard Ladner entworfenen Kirche Schellenberg. In der Nachfolge des Kirchenportals von Schellenberg steht das Tor der Kirche Gossau-Mettendorf, St. Gallen, aus den Jahren 1969/70.
In den 1960er und 1970er Jahren stattete Malin weitere Kirchenräume mit skulpturalen Arbeiten aus, darunter den Chor einer von Justus Dahinden erbauten katholischen Kirche in Zürich-Witikon, den neugotischen Chorraum der Pfarrkirche in Schaan und die Dreifaltigkeitskirche in Bern (1972/74).
Ausstattungen von Sakralbauten
- 1960/61: Pfarrkirche Schellenberg, Liechtenstein
- 1963: Chorgestaltung katholische Kirche Däniken SO
- 1962/63: Kapelle St. Peter (Schaan), Liechtenstein
- 1963/69: St. Marien, Windisch AG
- 1964/65: Katholische Kirche Maria Krönung (Zürich-Witikon)
- 1965/67: Katholische Kirche Thusis
- 1966/67: Passkapelle St. Maria, Lukmanierpass
- 1966/68: Katholische Kirche Trimmis
- 1969/71: Katholische Kirche Mels-Heiligkreuz
- 1971/72: Katholische Kirche St. Stefan Amriswil (Renovierung und Umgestaltung des Chorraums)
- 1975/77: Katholische Kirche Mümliswil
- 1976/79: St. Martin, Eschen, Liechtenstein
- 1979: Kommunität Stella Matutina, Feldkirch, Vorarlberg
- 1979: Katholische Erlöserkirche (Chur), Graubünden
- 1986/88: Katholische Pfarrkirche Peter und Paul (Mauren), Liechtenstein

Im Zürcher Vorort Ebmatingen gestaltete Malin 1990/91 den Chor der St. Franziskus-Kirche, die neue Krypta im Dom St. Jakob in Innsbruck (1992/93) und die Theresienkirche in Schaanwald. Im selben Zeitraum erfuhr die St. Fridolinskirche in Ruggell (1994/95) eine Innenrenovation. Die Gnadenkapelle im Kloster Einsiedeln wurde bei gleichzeitiger Berücksichtigung der Forderung nachkonziliarer Liturgie in den klassizistischen Zustand von 1817 zurückgeführt. Die Arbeit wurde in den Jahren 1995/97 abgeschlossen. Eine Arbeit für die kleine Hauskapelle im Alters- und Pflegeheim St. Florin, Vaduz, führte 2008/09 zu Auseinandersetzungen über das Mass an Zumutbarkeit zeitgenössischer Kunst in einem Andachtsraum für Senioren.
Insgesamt stattete Malin ca. 30 Kirchen und Kapellen aus.

### Skulpturale Arbeiten
In den Jahren 1955/56 formte Malin in schwarzen Balzner Marmor den Atomkopf (52,5 × 28,5 × 28,5 cm). Ansporn zur Arbeit war die Bedrohung der Welt im Ost-West-Konflikt durch Aufrüstung mit Atomwaffen und der geplante Bau eines Atomkraftwerkes im sanktgallischen Rheintal. Der kahle Schädel mit ausgebrannten Augenhöhlen und einer die Schädeldecke als tödliche Verwundung auszeichnende Quarzader zeigt die Anliegen des Künstlers: konsequente Abstraktion des natürlichen Erscheinungsbildes, materialgerechte Formgebung, Trägerschaft von Inhalt und Aktualität.
Eisen und Corténstahl spielten nach 1959 eine zunehmend wichtigere Rolle im Schaffen Malins. Portale, Stelen und Tore in Sakralbauten waren Brücken, die zum Bereich profaner Werke in Stahl und Eisen führten. Am Beginn der frühen Schaffensphase steht die Spannung 1956 (163,2 × 154,5 cm), die erste grosse polierte Bronze-Plastik. Ihr lag eine visualisiert aufgearbeitete Wiedergabe eines Magnetfeldes zugrunde, das den Künstler zur Darstellung des Spannungsfeldes von Positiv–Negativ führte.

#### Naturformen

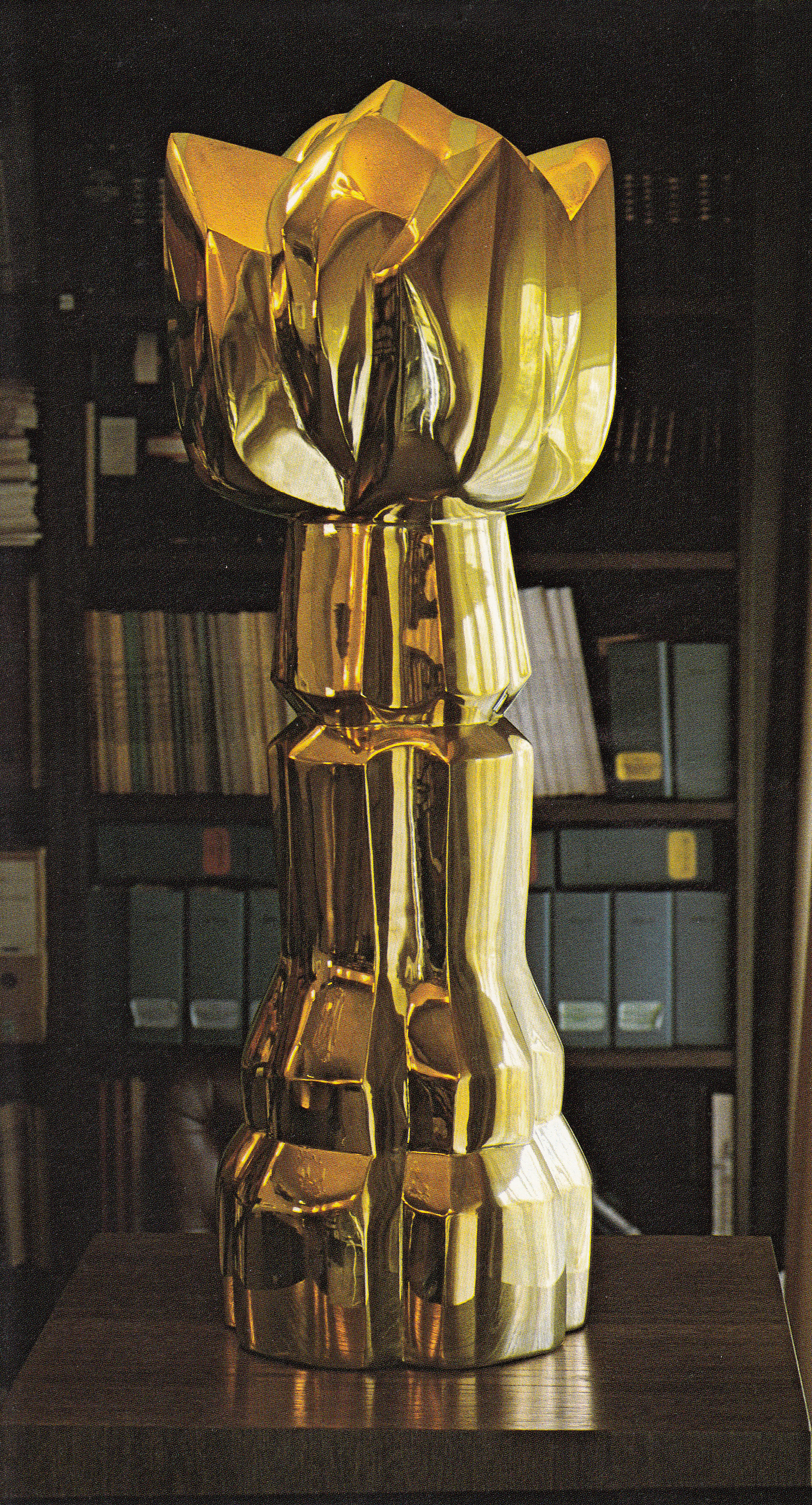
Grosse Knospe, 1979/80, Bronze poliert, 100 × 37,5 cm
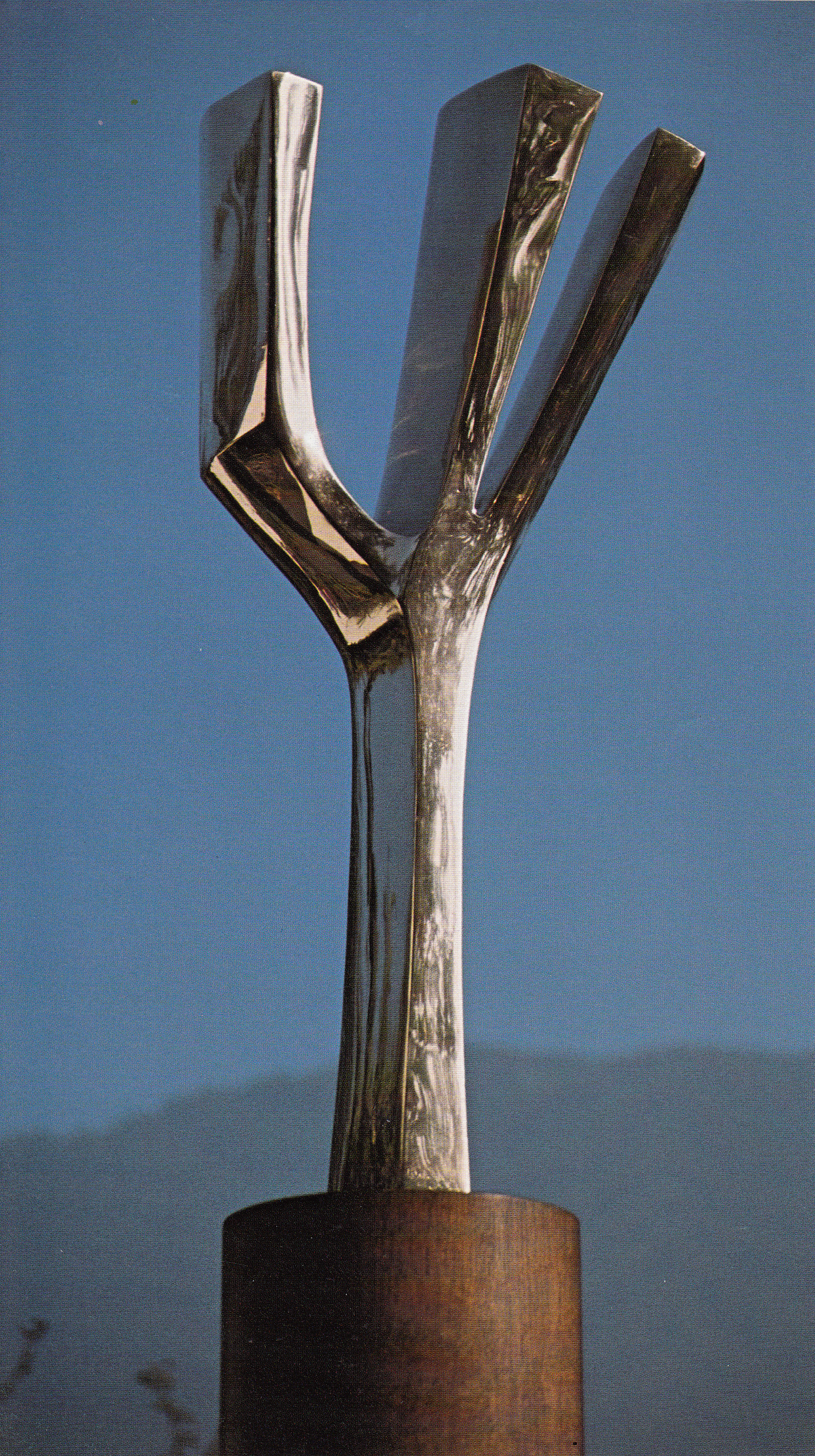
Baum, 1969, Bronze poliert, 94 × 41.5 × 15 cm
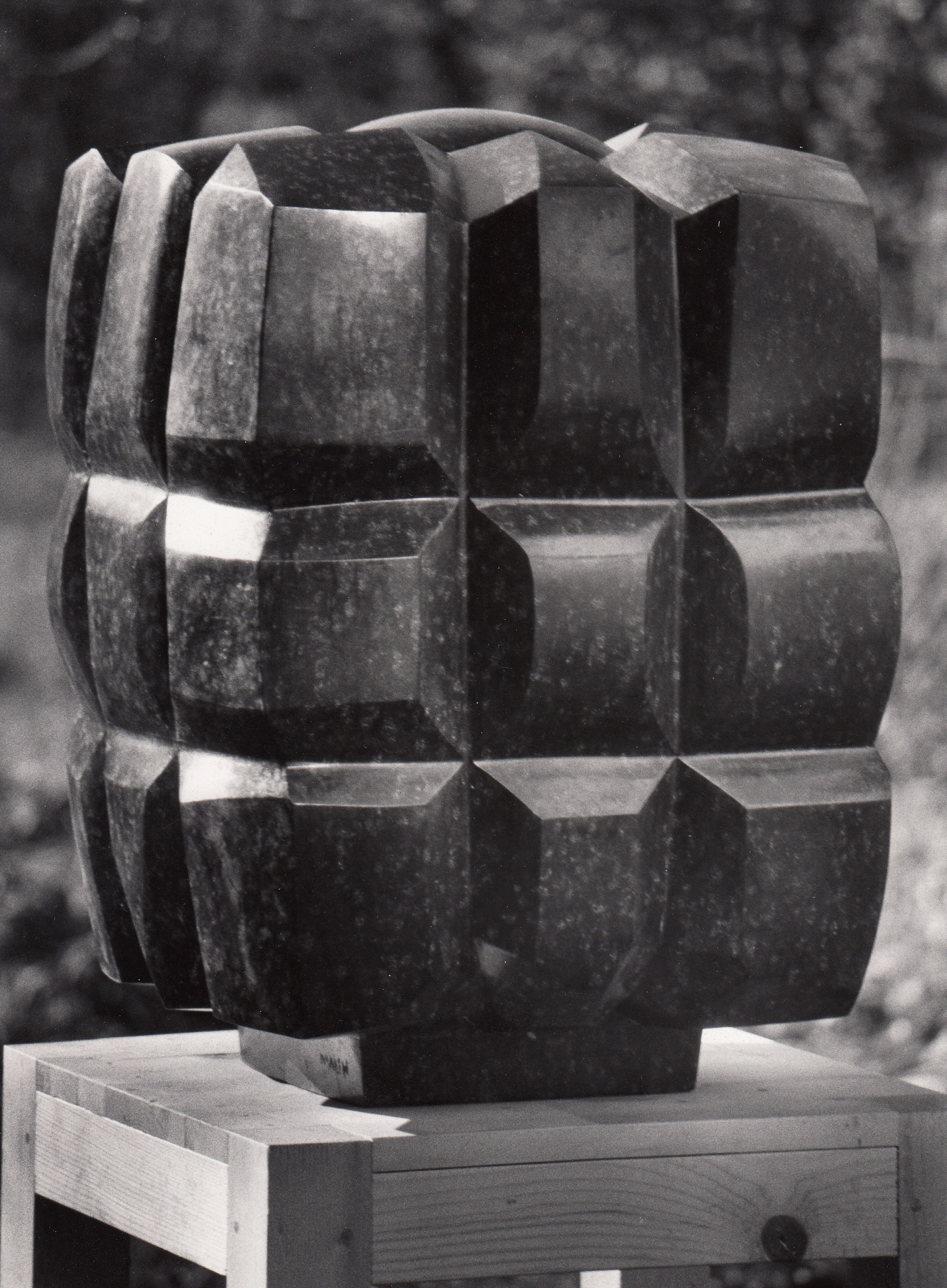
Beerenfrucht, 1980/81, Diabas geschliffen, 63,5 × 51,5 × 51,5 cm
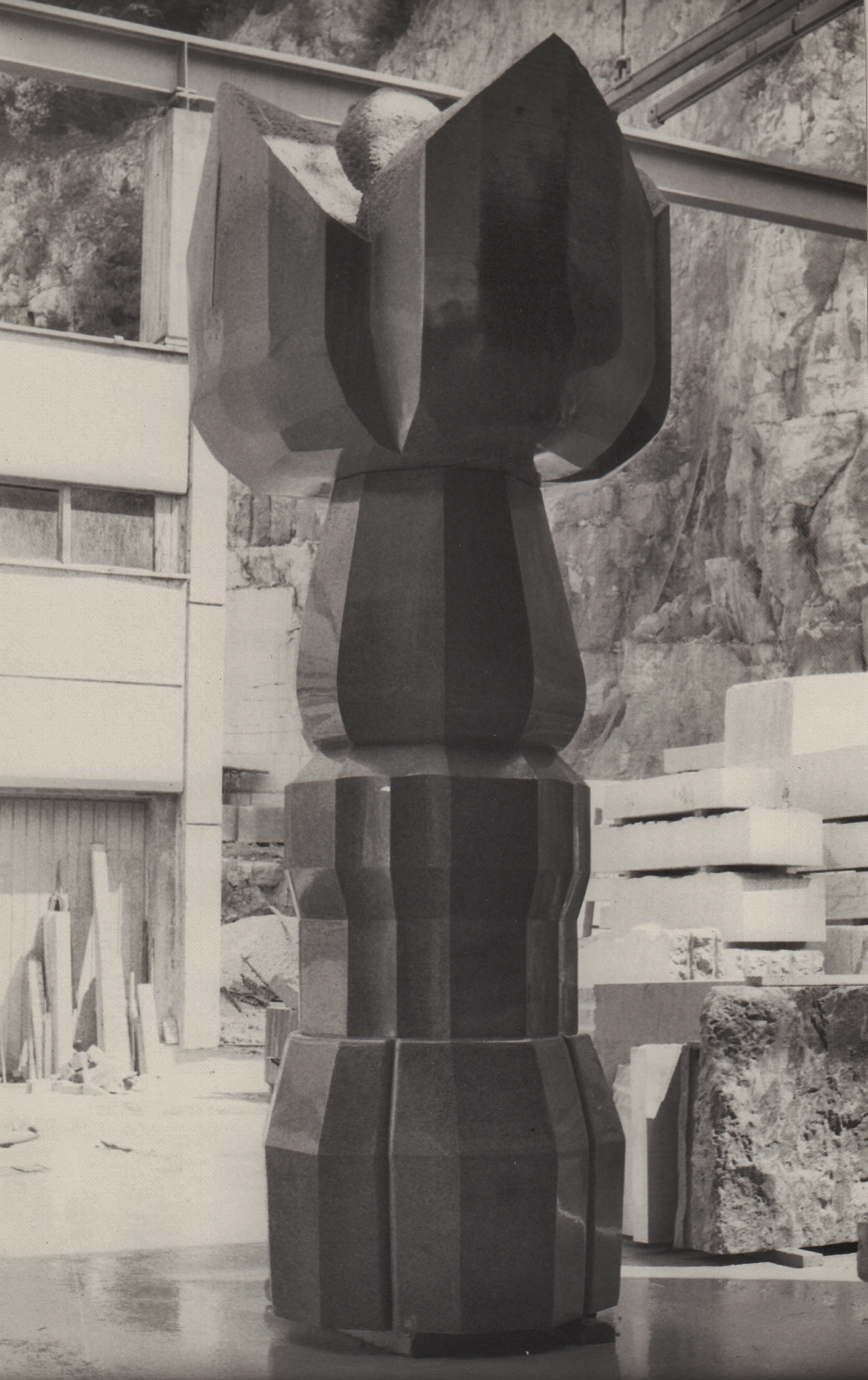
Knospe, Schule Eschen, 1980/81, Granit Rosso Balmoral, 405 × 160 cm

In den 1970er und 1980er Jahren setzte sich Malin vermehrt mit Formen und Kräften der Natur auseinander. Dabei werden diese durch die Werkstoffe Bronze oder Granit verfremdet und zu einem kristallinen Gebilde geformt. Die Umbildung des in der Natur als Knospe oder Blüte Wahrgenommenen erfährt man bei der Betrachtung der aus Rosso Balmoral-Granit gemeisselten, 405 cm hohen Knospe aus dem Jahre 1980/81. Die Plastik hat alle Entwicklungsstufen von der Knospe zur Blüte und schliesslich zur Frucht durchlaufen und erscheint, in Baumnähe gerückt, als Wurzelstock, Schaft und Baumkrone. Den Weg vom Stamm zur Säule und Stele in vielen grundrisslichen Varianten zeigen Werke aus den letzten Jahrzehnten vor der Jahrtausendwende.
Im Zusammenhang mit den Umweltdiskussionen entstanden in den Jahren 1974–1987 skulpturale Arbeiten, in denen er sich mit den Elementen Licht und Wasser und mit der Zeit auseinandersetzt. Entstanden sind in dieser Zeit u. a. Taufsteine oder auch Brunnen auf freiem Feld, wie das Wasserspiel (1974/76), auf dem er 19 emaillierte Schalen auf einem 12 Meter hohen S-förmigen Träger montiert, die das Wasser in ein grosses Becken leiten.
Im Osthof des um 700 gegründeten Klosters Disentis steht die Würfelplastik aus heller Bronze (1986/87) in einem mit Wasser gefüllten Rundbecken auf einem quadratischen Granitsockel gestellt, aus dem in alle vier Himmelsrichtungen Wasser fliesst. Das Ensemble überdeckt die in ihren Resten architekturgeschichtlich bedeutsame Krypta des Klostergründers Placidus aus karolingischer Zeit. Den Bronzewürfel zieren in Anlehnung an das Klosterwappen diagonal gestaltete Bänder. Er steht über der Reliquienkammer des Heiligen.

#### Geometrische Formen
Vierecke, Würfel und Kreis sind schon in frühen Werken Malins als Grundlage selbst in naturnahen Objekten deutlich integriert. Sie traten in den 1980er Jahren immer mehr als klare geometrische und stereometrische Formen in Erscheinung. Das Quadrat wurde symbolisch zum Träger heilsgeschichtlicher Bedeutung auf dem Weg zur vollendeten Welt, die im Würfel ihre räumliche Erfüllung findet. Im Würfel ist das Kreuz integriert.

#### Buchstaben-Skulpturen
Am Ende der 1980er Jahre bilden Balken aus Stahl und Chromnickelstahl im Gehäuse des Würfels Buchstaben. Im Begriff Buchstabe sind wirklich Stäbe und Balken integriert. Deshalb verliess Malin den geschlossenen Kubus und entwarf durchlichtete Kuben. Die ersten aus Stäben geformten Buchstaben bestehen aus massivem polierten Chromnickelstahl und haben seit Beginn der 1990er Jahre die Masse 34 × 34 × 34 cm, wobei die einzelnen Objekte den örtlichen Bedingungen und der jeweiligen Zugänglichkeit in der Grösse angepasst wurden.
Malin dehnte 1987/90 die kleinen bronzenen Buchstaben-Kuben bis zu fast zwei Meter hohen Metallwürfeln aus. Die schwarz emaillierten Buchstabengehäuse wirken wie Architekturen oder Festungsbauten und kontrastieren mit den Grünflächen der Umgebung.

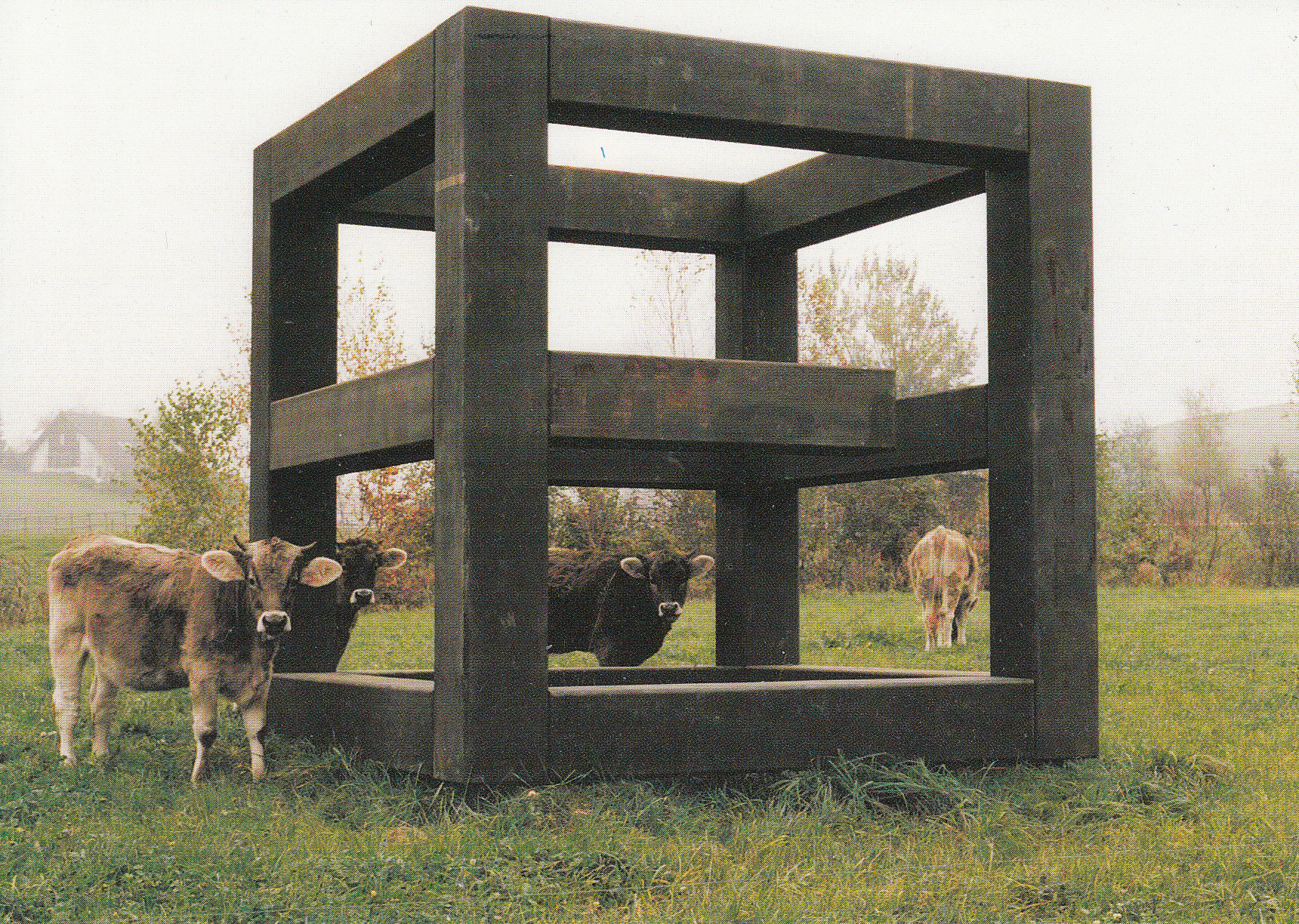
E-Würfel, 1989/90, Stahl, 340 × 340 × 340 cm
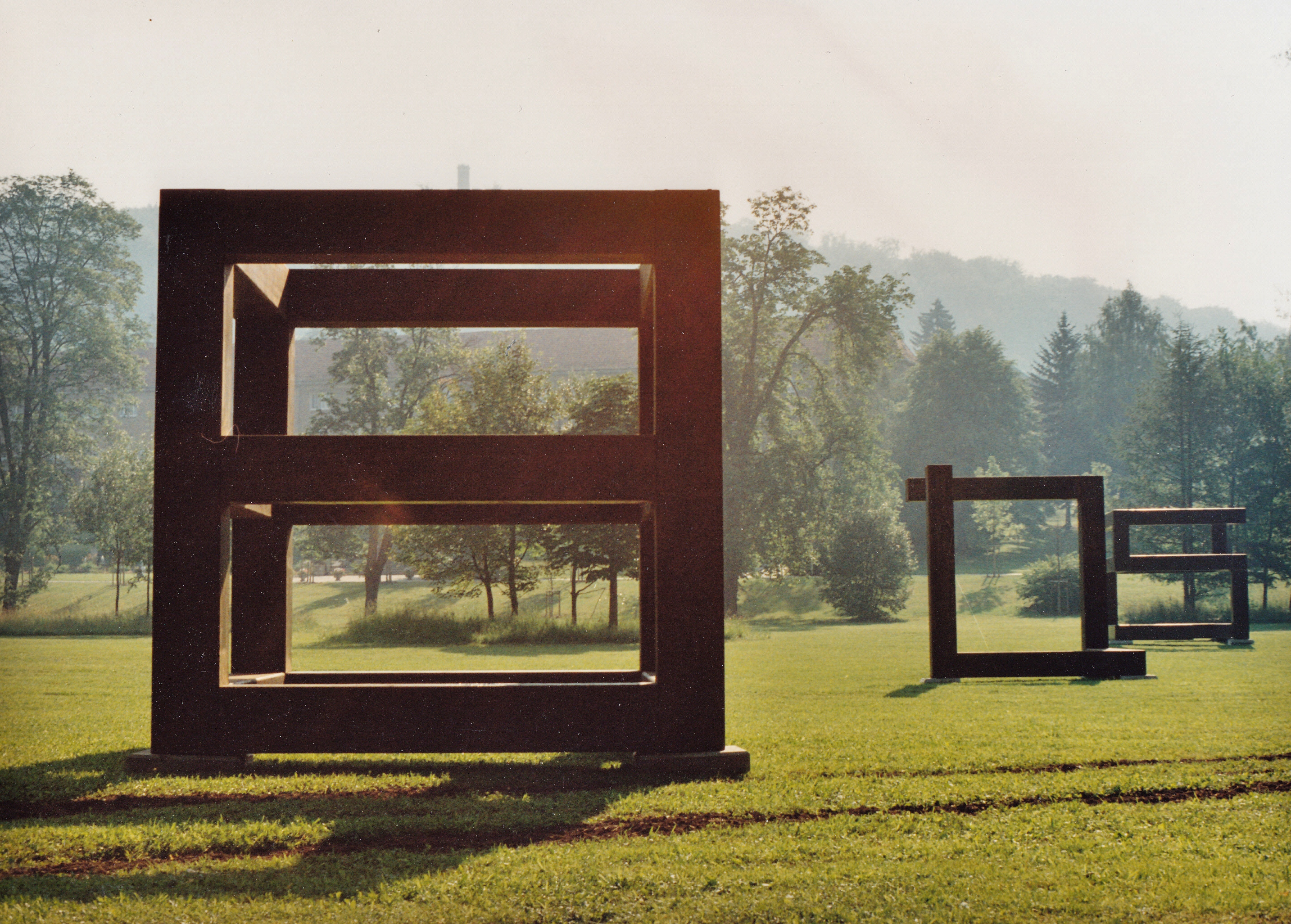
Neue Kunst an der Goethe-Allee, Kurpark Bad Berka, Weimar,
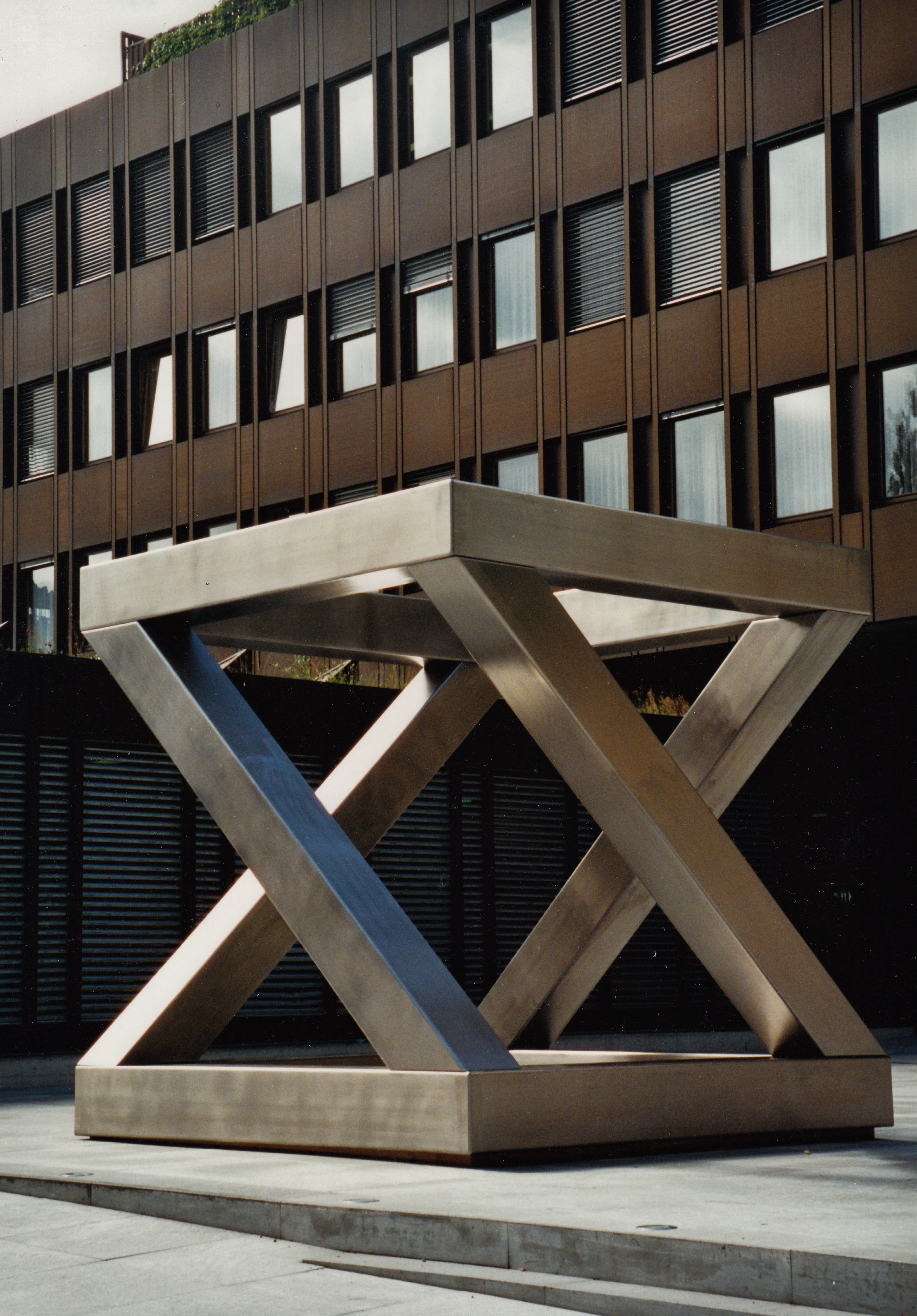
Z-Würfel, 1989/97, Kunstmuseum Liechtenstein, Vaduz,
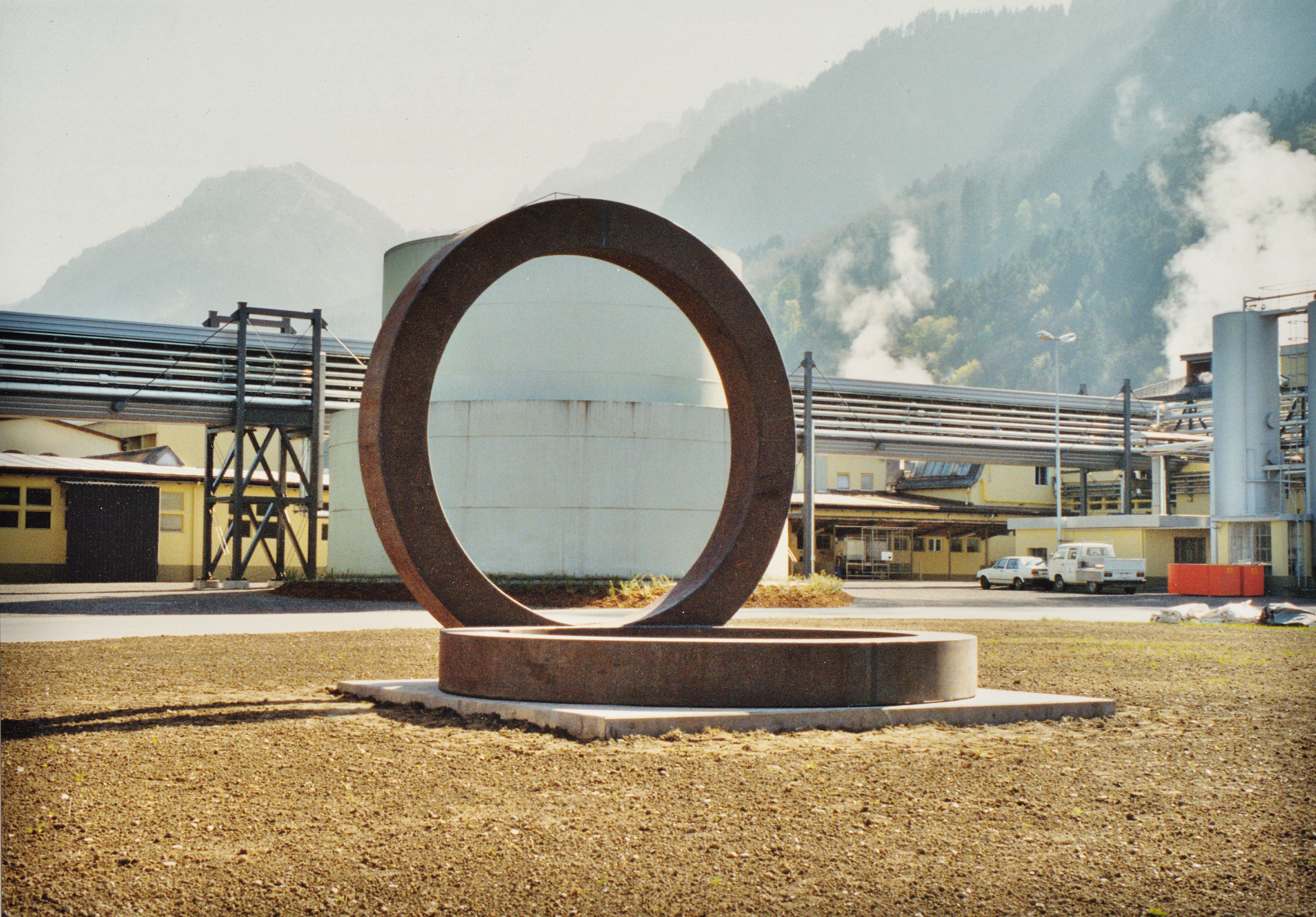
Industrieanlage Hohenems

Zahlreiche dieser symbolisch aufgeladenen Buchstabenwürfel wurden in Liechtenstein, der Schweiz, Österreich und Deutschland im öffentlichen Raum, in Skulpturengärten und in privaten Gartenanlagen installiert.

### Malerei
Ein Studienaufenthalt in Paris 1955/56 bot Malin Gelegenheit, Einblicke in die aktuelle Pariser Kunstszene zu nehmen. Die Malerei Manessiers, Bazaines, Singiers, Bissières beeindruckten Malin.
In einem 1968 begonnenen Zyklus zur «Schöpfung» überlappen sich gegenständliche Ausdrucksformen mit abstrakter Bildschöpfung.
Der Schöpfungszyklus besteht bis heute aus 36 grossformatigen Sperrholztafeln. Öl-, Lack-, Harzfarben und Asphalt dienten als Bildträger. Die Farbmaterie wird bisweilen in Geometrien eingebunden. Die Arbeit mit Farbe und Wasser faszinierte den Künstler zeit seines Lebens.

### Grafik
Malin bevorzugt fürs Zeichnen die Tuschfeder. Die Zeichnungen dienten meist als Entwürfe bei der Herstellung von Plastiken, manchmal auch zur Illustration von Drucksachen. So ergänzen 107 Zeichnungen die Arbeitsblätter für Geschichte an liechtensteinischen Schulen. Bei Auftragsarbeiten verwendete Malin gerne die Lithografie.
Briefmarken
Von 1963 bis 2006 gestaltete Malin an die 100 liechtensteinische Briefmarken; oft konzentriert auf vorgegebene Themen wie «Christliche Symbole», «Kirchenpatrone der liechtensteinischen Pfarreien», «Blumen aus Liechtenstein» im Zusammenhang mit dem Europäischen Naturschutzjahr (1970) oder dem Denkmal- und Heimatschutz (1975). Im Jahr 1980 entwarf er eine Sondermarke mit dem Motiv eines historischen Alpabfahrtherzens aus dem Jahr 1849, die als Teil der Serie «Alpwirtschaftsgeräte» herausgegeben wurde.

### Denkmäler und Gedenkstätten

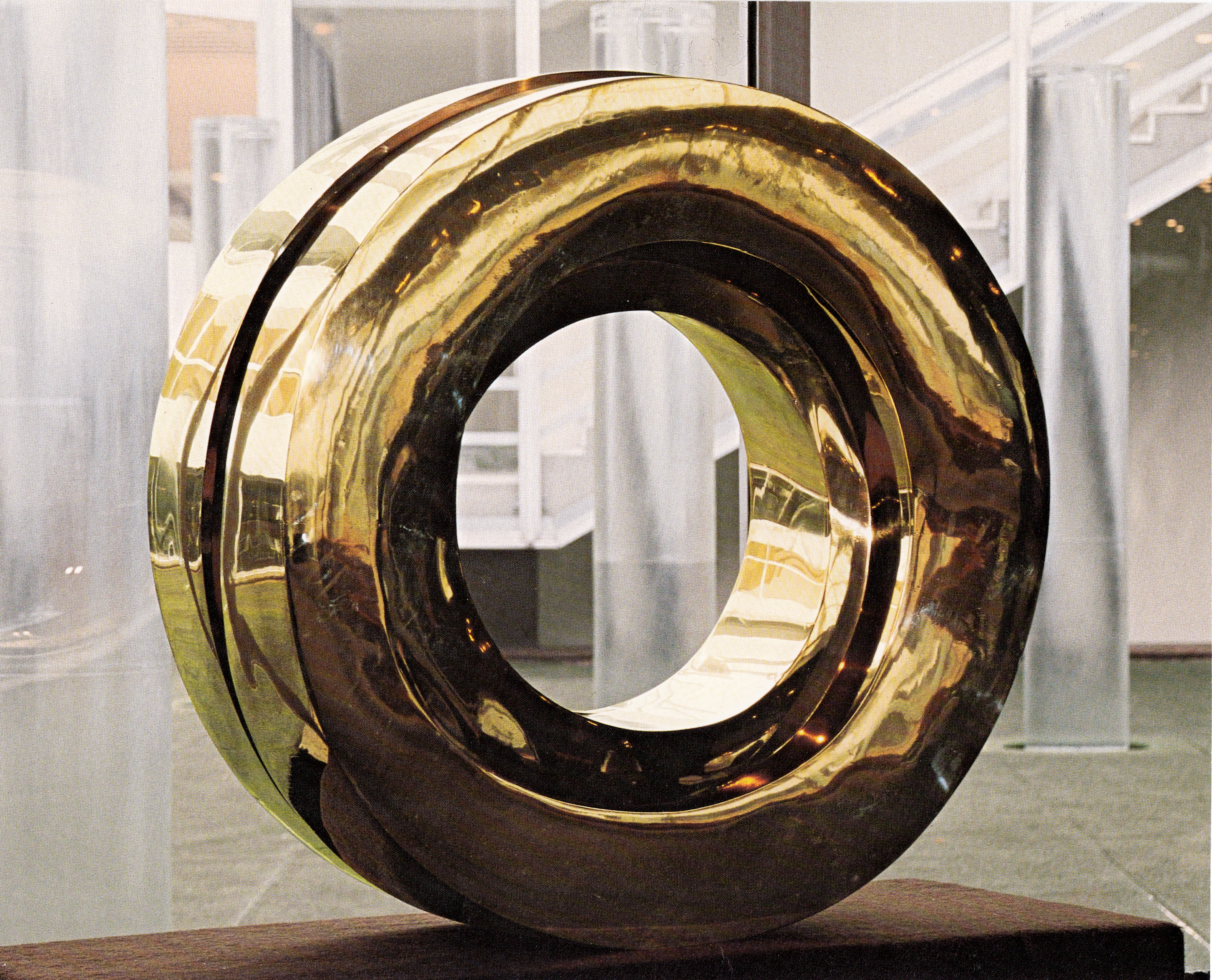
Rad, 1971/73, Europarat Strasbourg, Bronze poliert, 40 × 120 cm

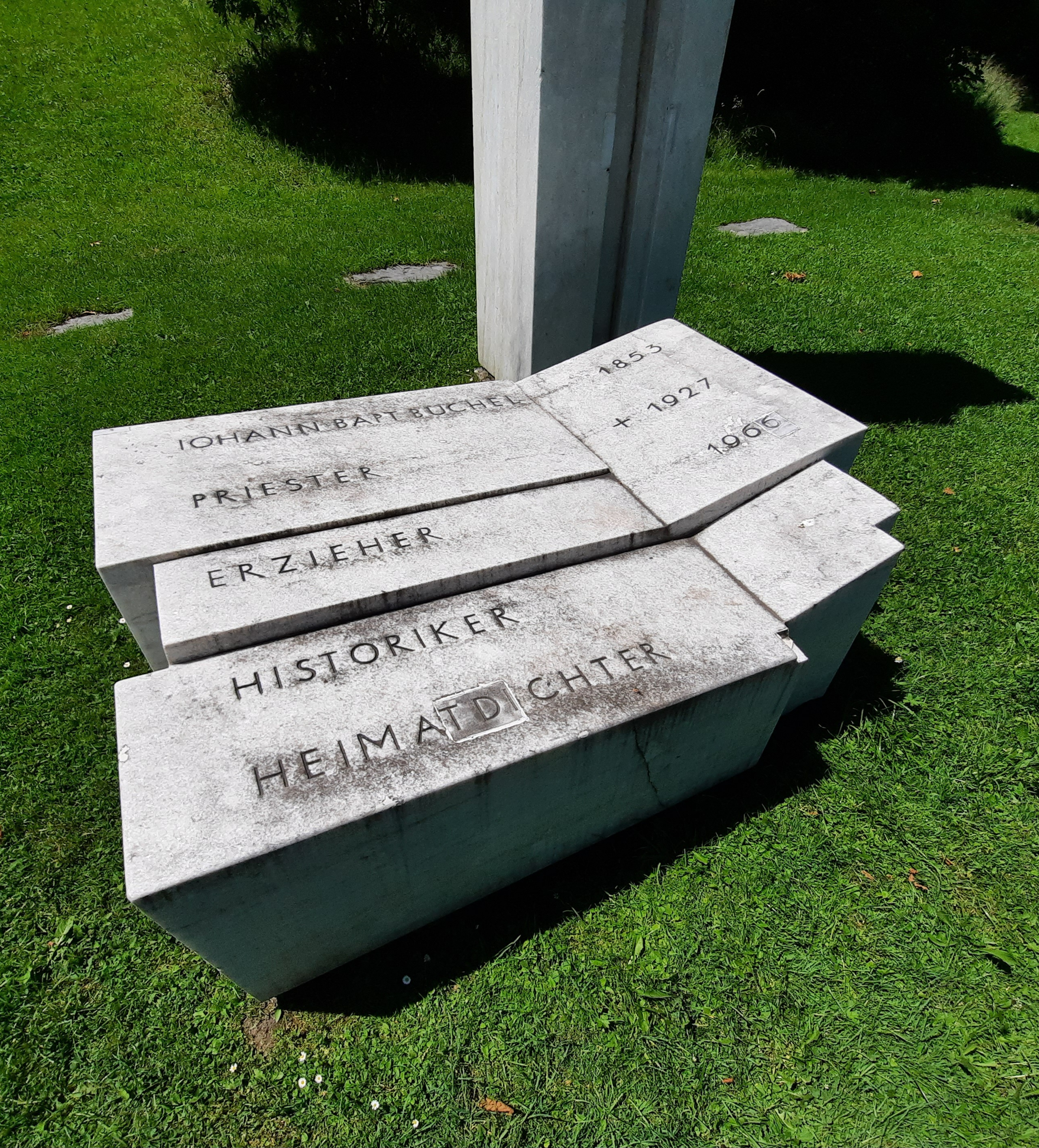
Gedenkstätte für Johann Baptist Büchel in Balzers

- Das Rad aus polierter Bronze, das im Eingangsbereich des Gebäudekomplexes des Europarates in Strassburg steht symbolisiert mit verschiedenen fliessenden Bändern als unauflösliches Rund eine Einheit.
- Die Entstehung des Fürstentums Liechtenstein ist eng mit dem Schwurplatz in Bendern verbunden, wo 1699 die Männer der ehemaligen Herrschaft Schellenberg dem Fürsten Liechtensteins Treue schworen. Der Brunnen aus Granit (165 cm Höhe, 259 cm Durchmesser) von 1978/80 dominiert die Schwurplatzmitte von Bendern als Zeichen für verflossene Vergangenheit und fruchtbare Zukunft.
- In Erinnerung an den liechtensteinischen Historiker Johann Baptist Büchel gestaltete Malin 1966 eine Gedenkstätte in Balzers.
- In den Jahren 1985/86 gestaltete Malin die Gedenkstätte in Eschen, welche auf den Besuch von Papst Johannes Paul II. 1985 in Liechtenstein hinweist.

## Kunst im öffentlichen Raum  (Auswahl)

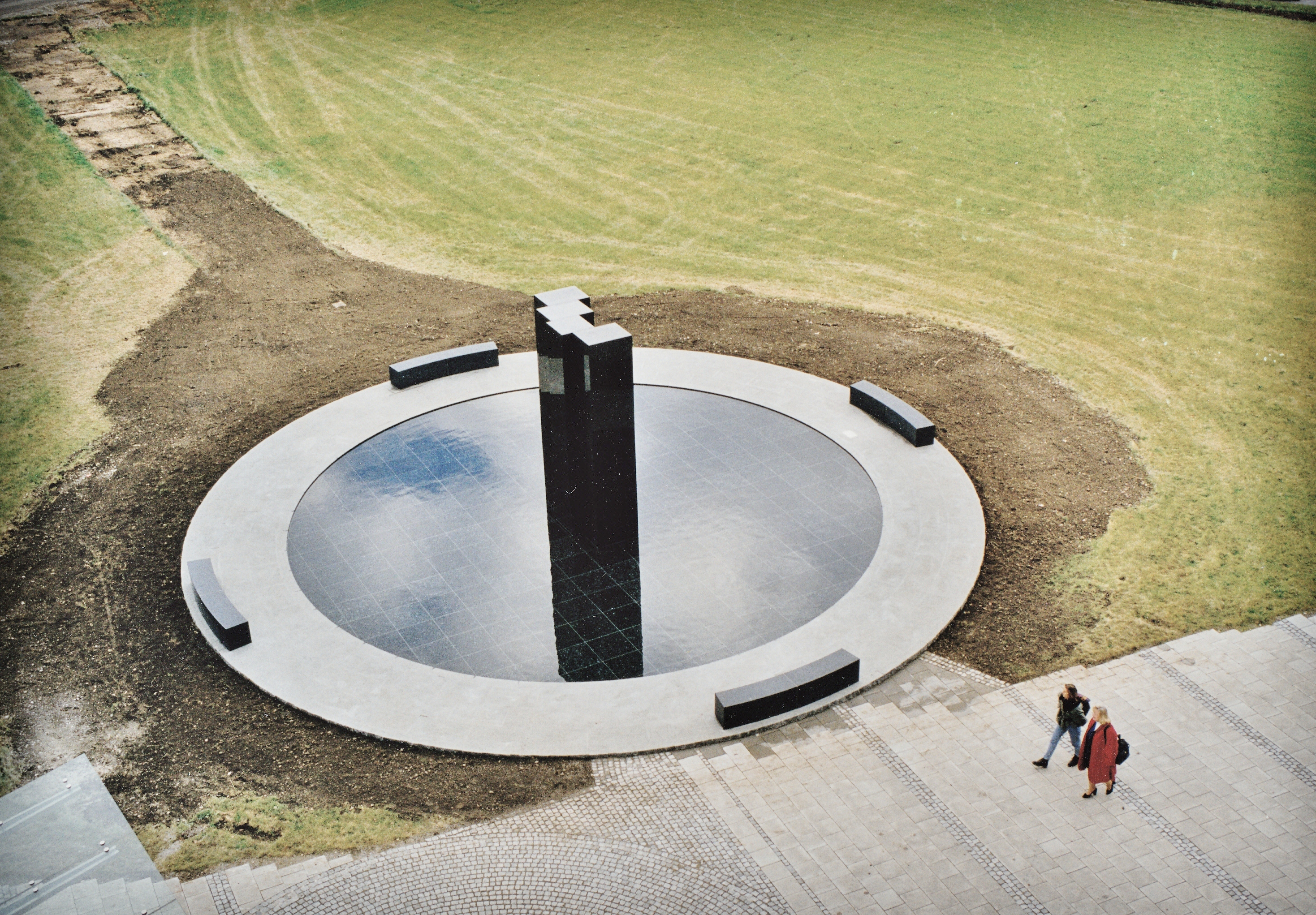
Skulpturale Anlage, 1996-97, Kaufering, Labrador-Granit, Durchmesser 1600 cm

Malins Skulpturen sind an vielen Orten in der Schweiz, Liechtenstein, Österreich und Deutschland sowohl im öffentlichen Raum, auf Firmengeländen und im privaten Bereich in zahlreichen Beispielen vertreten, und dokumentieren sein umfangreiches, lebenslanges schöpferisches Werk.
Deutschland
- Bad Berka, Weimar, Goethe-Park, L-Würfel, Stahl
- Kaufering, Bayern, Hilti Deutschland, Weltwand mit Brunnenanlage, Labrador-Granit, poliert

Frankreich
- Strassburg, Europarat, Rad, Bronze poliert

Liechtenstein
- Balzers, Gedenkstätte Johann Baptist Büchel, Marmor
- Balzers, Hallenbad, Wasser und Land, Stahl, Emailfarben eingebrannt
- Bendern, Schwurplatz, Brunnenanlage, Granit
- Eschen, Gedenkstätte, Besuch Papst Johannes Paul II, in Zusammenarbeit mit Rudolf Wenaweser
- Eschen, Schulzentrum, Knospe, Granit
- Mauren, Gemeindezentrum, M-Würfel, Chromnickelstahl
- Mauren, Amati, Wasserspiele, Stahl
- Vaduz, Liechtensteinisches Gymnasium, Sonnenuhr, Brunnenanlage, Granit
- Vaduz, Städtle, Z-Würfel, Corténstahl, poliert

Luxemburg
- EFTA-Gerichtshof, E-Würfel, Bronze, poliert

Österreich
- Alpbach, Tirol, Congress Centrum, FL-Relief, Stahl, Emailfarben eingebrannt
- Dornbirn, Stadtgarten, H-Würfel, Stahl
- Hohenems, Industrieanlage Otten, O-Würfel, Corténstahl

Schweiz
- Buchs SG, Neutechnikum, Kommunikation, Stahl-Plastik
- Disentis, Benediktiner-Abtei, Innenhof, Brunnenanlage, X-Würfel (Klosterzeichen), Bronze
- Ziegelbrücke, Berufsschule des Maurergewerbes, Stele, Beton

## Auszeichnungen
- 1962: Lions-Preis, Basel
- 1981: Komturkreuz mit Stern des Fürstlich-liechtensteinischen Verdienstordens
- 1992: Oberrheinischer Kulturpreis der Johann Wolfgang von Goethe-Stiftung zu Basel, verliehen am 24. Juni 1992
- 1993: Ehrenmitglied der Liechtensteinischen Kunstgesellschaft, verliehen am 6. Mai 1993
- 1996: Ehrenmitglied des Historischen Vereins für das Fürstentum Liechtenstein, verliehen am 25. Mai 1996
- 1999: Ehrenrat Kulturkreis Liechtenstein-Weimar
- 2000: Ehrenmitglied der Gesellschaft Schweiz-Liechtenstein, verliehen am 15. September 2000
- 2002: Ehrenmitglied der Liechtensteinischen Akademischen Gesellschaft, Vaduz, verliehen am 15. April 2002
- 2006: Anerkennungspreis der Fürstlichen Regierung, verliehen am 22. Februar 2006
- 2011: Ehrenmitglied der «IDEE-SUISSE», verliehen am 8. Februar 2011
- 2016: Ehrenmitglied der visarte.liechtenstein, verliehen am 14. April 2016

## Ausstellungen (Auswahl)
- 1970: Galerie Quader, Chur
- 1970: Städtisches Museum Bensberg
- 1971: Paulus-Akademie Zürich
- 1974: Galerie Theater am Kirchplatz, Schaan
- 1983: Torkel-Galerie, Maienfeld
- 1985: Aquarelle aus dem Rheintal, Galerie Haas, Vaduz
- 1989: Skulpturen, Freilichtausstellung Neu-Technikum Buchs, Buchs
- 1990: Bildende Kunst in Uster, 14. Skulpturenausstellung, Stadthauswiese, Stadthaus Uster
- 1992: Skulpturen und Aquarelle, Galerie Giacometti, Chur
- 1993: Georg Malin – Neue Skulpturen, Galerie Katharinen, St. Gallen. Kunstverein St. Gallen und Kulturbeirat der Fürstlichen Regierung Vaduz
- 1995: Georg Malin – Neue Skulpturen und Aquarelle, Liechtensteinische Landesbank AG, Vaduz
- 1995: Skulpturen. Neue Kunst an der Goethe-Allee, Kurpark Bad Berka, Weimar
- 1996: Georg Malin, Rückschau – Ausblick, Galerie am Lindenplatz, Schaan (unter dem Ehrenpatronat S.D. Fürst Hans Adam II. von und zu Liechtenstein)
- 1999: Georg Malin – Aquarelle, Galerie am Sachsenplatz, Leipzig, und Galerie Goethe-Institut, Weimar
- 1999: Georg Malin – Skulpturen, Galerie am Lindenplatz, Vaduz
- 1999: Georg Malin – Skulptur von der Stabilität zur Mobilität, Galerie am Lindenplatz, Vaduz
- 1999: Georg Malin – Skulpturen, zusammen mit Karol Broniatowski, Arbeiten auf Papier, Galerie am Lindenplatz, Vaduz
- 2004: Kunst im Fenster, VP Bank (Schweiz) AG Zürich
- 2006: Kunstmuseum Liechtenstein, Vaduz Georg Malin, (Katalog)
- 2006: Georg Malin, Ausstellung Stadtraum Weimar, Schillerstrasse. Goetheplatz, Weimar
- 2006: Zusammen mit G. Angelika Wetzel und Willi Weiner (im Park Dorotheenhof Weimar), Wittumspalais (Stadttheater)
- 2007: Frühlingsevent, Pro Natura Mauren: Kunst Georg Malin
- 2015: Georg Malin als Briefmarkengestalter – Aquarelle und Zeichnungen, Postmuseum Vaduz, Kat. hrsg. von Rainer Vollkommer
- 2016: Georg Malin – Museumsmann und Künstler, Kunstmuseum Liechtenstein, Vaduz, 24. Juni bis 2. Oktober 2016, kuratiert von Friedemann Malsch
- 2016: Georg Malin – Farben und Formen, Kulturhaus Rössle, Mauren (FL), 26. August bis 2. Oktober 2016, kuratiert von Elisabeth Huppmann
- 2016: Helena Becker, Evelyne Bermann, Beate Frommelt, Ruth Gschwendtner-Wölfle, Gertrud Kohli, Georg Malin, Arno Oehri, Hansjörg Quaderer, Hanna Roeckle, Hanni Schierscher, Sunhild Wollwage, Carol Wyss – Grenzgänger im Otten Kunstraum, Hohenems, 2. September bis 1. Dezember 2016, kuratiert von Ingrid Adamer
- 2019: THÜBRIA 2019 – Liechtenstein-Sonderschau: Kirchenpatrone als Briefmarkenmotiv, Greiz (Thüringen), 3. Oktober bis 6. Oktober 2019
- 2020: Objekte der Kunst, Galerie am Lindenplatz, Vaduz, 7. November 2020 bis 30. Januar 2021, Gruppenausstellung
- 2021: Arbeiten aus dem Atelier im Bachtalwingert 10, Galerie am Lindenplatz, Vaduz, 16. April bis 12. Juni 2021
- 2023: Aus der Sammlung der Kulturstiftung Liechtenstein: Form – Farbe – Fläche, KUNSTRAUM Engländerbau, Vaduz, 8. Januar bis 26. Februar 2023, Gruppenausstellung, kuratiert von Doris Bühler und Elmar Gangl (kunstraum.li)

## Schriften  (Auswahl)
- 1953: Die politische Geschichte des Fürstentums Liechtenstein in den Jahren 1800-1815. In: JBL (1) 1953, S. 1–178
- 1955: Die Souveränität Liechtensteins. In: JBL 1955, S. 7–22
- 1958: Das Gebiet Liechtensteins unter römischer Herrschaft. In: JBL 1958, S. 9–91
- 1960: Zur Rekonstruktion des Kastells Schaan. In: JBL 1960, S. 213–216
- 1966: Die Beziehungen Schweiz-Liechtenstein: eine historische Skizze. Schriftenreihe der Gesellschaft Schweiz-Liechtenstein
- 1967: Bericht zur Ausgrabung Balzers-Winkel. In: JBL 1967, S. 29–57
- 1968: Zur Baugeschichte der Musikschule in Vaduz. In: JBL 1968, S. 219–239
- 1971: Liechtensteinisches Urkundenbuch. 4. Bd., Vaduz 1965/1971
- 1972: Illustrationen in: Liechtensteinisches Schulamt, Politische Rechte und soziale Verhältnisse, Arbeitsblätter für Geschichte, Vaduz
- 1972: Zur liechtensteinischen Kulturpolitik. In: Liechtensteinische Politische Schriften, Heft 1, Vaduz, S. 31–45
- 1973: Illustrationen in: Zur Urgeschichte Liechtensteins, Arbeitsblätter für Geschichte, Vaduz
- 1973: Bemerkungen zu 150 Jahre liechtensteinische Aussenpolitik. In: Liechtensteinische Politische Schriften, Heft 2, Vaduz, S. 49–55
- 1974: Die Beziehungen Schweiz-Liechtenstein, Eine historische Skizze. In: Gesellschaft Schweiz-Liechtenstein, Schriftenreihe Nr. 1, St. Gallen, Dankschrift, S. 15–23
- 1974: Wer Bescheid weiss, ist bescheiden. Vaduzer Predigt. Hrsg. Liechtensteinische Akademische Gesellschaft, Vaduz
- 1975: Römerzeit, Zeit der Völkerwanderung, Die Christianisierung, Kirchliche Kunst der Barockzeit, Liechtensteinisches Landesmuseum, Vaduz, 2. Auflage
- 1975: Römerzeitlicher Gutshof in Nendeln. In: JBL 1975, S. 1–144
- 1976: Zur liechtensteinischen Kulturpolitik. In: Jahrbuch der Liechtensteinischen Kunstgesellschaft, 1. Bd., S. 181–218
- 1977: Kunstführer Fürstentum Liechtenstein, 2. Aufl., Kümmerly & Frey, Bern, 1968/1977
- 1978: Ausgrabungen auf dem Kirchhügel von Bendern. In: Helvetia Archaeologica, Archäologie im Fürstentum Liechtenstein, 9/1978-34/36, S. 223–234
- 1978: Fürstentum Liechtenstein, Die Geschichte Liechtensteins. In: Fürstentum Liechtenstein, Silva-Verlag, Zürich, S. 76–137
- 1978: 800 Jahre Dorfgeschichte, Zur Geschichte von Mauren. In: Amts- und Informationsblatt, Gemeinde Mauren (FL), Nr. 30, S. 23–30
- 1978: Was heisst: an den Schöpfer glauben?. In: Christoph Möhl, Vaduzer Predigten, Zürich-Köln, S. 112–121
- 1980: Kapelle St. Georg in Schellenberg. In: JBL 1980, S. 7–56
- 1980: Mittelalterliche Baureste in Nendeln, Oberstädtle. In: JBL 1980, S. 287–296
- 1984: Kulturpolitik als Verpflichtung europäischer Kleinstaaten. In: Liechtensteine Politische Schriften, Vaduz, Bd. 10, S. 107–131
- 1985: Eschen St. Martin, Spätantike Pfostenbauten und Kirchen (merowingisch bis gotisch). In: Ergrabene Geschichte, die archäologischen Ausgrabungen im Fürstentum Liechtenstein 1977-1984, Vaduz, 1985, S. 16–21
- 1986: Die frühesten Bauten von St. Martin in Eschen. In: Geschichte und Kultur Churrätiens, Festschrift für Pater Iso Müller OSB zu seinem 85. Geburtstag. Hrsg. Ursus Brunold und Lothar Deplazes Disentis: Desertina, 1986 S. 105–12
- 1988: Zur Kirchenrenovation Pfarrkirche Mauren. In: Renovation der Maurer Pfarrkirche St. Peter und Paul, 1985/88, S. 17–23
- 1988: Kunsthaus Vaduz – eine Illusion?. In: Herbert Batliner, Festgabe zum 60. Geburtstag, Vaduz, 1988, S. 297–303
- 1990: Fürst Franz Josef II. (1904–1989). In: JBL 1989, S. 7–17
- 1990: ex depot, Sommer 1990, Ausstellung Liechtensteinische Staatliche Kunstsammlung, Vaduz, Katalog, S. 3–5
- 1993: Die Liechtensteinische Staatliche Kunstsammlung. In: Von Picasso bis Henry Moore, Meisterwerke aus der Liechtensteinischen Staatlichen Kunstsammlung, Vaduz, Katalog. Hrsg. Tiroler Landesmuseum Ferdinandeum, Innsbruck, 1993
- 1993: Die künstlerisch-liturgische Gestaltung der neuen Unterkirche. In: Der Dom zu St. Jakob, FS (2). Herausgegeben anlässlich des 350. Jubiläums der Errichtung als selbständige Pfarrei St. Jakob und des Abschlusses der Renovationsarbeiten am Dom, 24. Oktober 1993, Innsbruck, 1993, S. 67–72
- 1995: Liechtensteinische Staatliche Kunstsammlung, Bestandeskatalog. Hrsg. Georg Malin, Autoren: Stefan Aschwanden u. a., Benteli Verlag, Bern, 1995. – ISBN 3-7165-0868-3
- 1996: Joseph Beuys, Späte Druckgraphik, aus der Verlagsproduktion des Grafos Verlages, Vaduz
- 1996: Franz-Joachim Verspohl, Liechtensteinische Staatliche Kunstsammlung, Vaduz, Vorwort Katalog, Benteli Verlag, Bern 1996
- 1999: Das alte Pfarrhaus auf dem Kirchhügel Bendern. In: JBL 1999, Bd. 98, S. 143–202
- 2000: Neugestaltung der Gnadenkapelle. In: Sankt Meginart, FS zur zwölften Zentenarfeier seiner Geburt, Studien und Mitteilungen zur Geschichte des Benediktinerordens und seiner Zwecke, Verlag Erzabtei St. Ottilien, 2000, S. 161–164 (Mitautor Hans Steiner)
- 2001: Zu den Glasfenstern in der Kirche Schellenberg. In: Eintracht, Zeitschrift für Heimat und Brauchtum, Ostern 2001, Nr. 26, S. 20–23
- 2006: Dorf- und Pfarreigeschichte. In: Menschen, Bilder und Geschichten, Mauren von 1800 bis heute, Bd. 1, S. 94–115
- 2006: Josef Malin (1891–1981), Stuckateur und Bautechniker. In: Menschen, Bilder und Geschichten, Mauren von 1800 bis heute, Bd. 1, S. 230–247
- 2007: Die Binza: der schönste Fleck Erde. In: Menschen, Bilder und Geschichten, Mauren von 1800 bis heute, Bd. 2, S. 130–139
- 2009: Fürstlicher Justizrat Gerard Batliner 1928-2008, Ein Nachruf. In: JBL, Nd. 108, S. 1–10
- 2011: Die Osterkapelle im Haus St. Florin in Vaduz. In: Offene Kirche, 1/2011, S. 12–13

### Monografien
- Erika Billeter, Herbert Meier, Roswitha Feger, Robert Th Stoll, Giorgio von Arb (Fotos): Georg Malin Skulpturen. Benteli Verlag, Bern 2002, ISBN 3-7165-1274-5.
- Robert Th. Stoll, Hans Gerber  (Fotos): Georg Malin Skulpturen. Benteli Verlag, Bern 1987, ISBN 3-7165-0576-5.
- Herbert Meier: Georg Malin – seine Zeit, seine Kunst. Kleine Schriften 41, Verlag der Liechtensteinischen Akademischen Gesellschaft, 2006, ISBN 3-7211-1064-1.

### Kataloge, Zeitschriften, Zeitungsartikel
Der Band Malin Skulpturen, Benteli Verlag, Bern 1987, behandelt die Thematik für den Zeitraum 1952 bis 1987 auf den Seiten 182 und 183.
Für den Zeitraum 1987 bis 1991 ist im Band Georg Malin, mit Wasserfarben malen, Benteli Verlag, Wabern Bern 1991, S. 112–116 eine umfassende Liste aller das Thema betreffenden Drucksachen verzeichnet.
Für den Zeitraum 1991 bis 2002 ist im Band Georg Malin, Skulpturen, Benteli Verlag, Wabern bei Bern 2002, S. 163–164 eine Fortsetzung der oben genannten Listen zu finden. Für den Zeitraum 2002 bis 2012 steht eine kleine Auswahl von Publikationen nachstehend zur Verfügung:
- 2005: Dieter Weberbauer: Der Briefmarkenschöpfer Georg Malin. In: Aspekte der Liechtenstein-Philatelie, 1930-2005, Heft 11, Schriftenreihe Ring der Liechtenstein-Sammler e. V., S. 185–192.
- 2006: Georg Malin, Eine Ausstellung zum 80. Geburtstag. Kunstmuseum Liechtenstein, Katalog,#.
- 2008: Roswitha Feger-Risch: Georg Malin. In: Kunst, Graubünden und Liechtenstein, Ausgabe 2008, S. 16–23.
- 2008: Bildende Kunst in Liechtenstein. Hrsg. Berufsverband Bildender Künstler/innen. In: Liechtenstein, Vaduz, S. 217–224.
- 2009: Franz Näscher: Noch ein Bildersturm? Liechtensteiner Vaterland, 2. Juni 2009, S. 7.
- 2009: Markus Rohner: Die grosse Wut des Künstlers Georg Malin auf die Fürstin. In: Die Südostschweiz, 23. Juni 2009, S. 7.
- 2016: Cornelia Wieczorek: Eine vielseitige Begabung wird 90 Jahre alt. In: KuL – die Kulturzeitung, Ausg. 1/16, 29. Januar 2016, S. 4.
- 2016: Liechtenstein – Politische Schriften, Wer Bescheid weiss, ist bescheiden, Bd. 58, Festschrift zum 90. Geburtstag von Georg Malin. Liechtenstein-Institut, Historischer Verein für das Fürstentum Liechtenstein und Kunstmuseum Liechtenstein (Hrsg.), Verlag der Liechtensteinischen Akademischen Gesellschaft
- 2022: EFTA Court: Works of Art 94|21. Präsentation „E-Würfel“ und „fünfstufige Stele“

Ein vollständiges Verzeichnis der Schriften befindet sich in
- Georg Malin, Walter Koschatzky (Text): Mit Wasserfarben malen: Freundesgabe zum 65. Geburtstag des Künstlers. Benteli Verlag, Bern 1991, S. 109–112.
- Erika Billeter, Herbert Meier, Roswitha Feger, Robert Th Stoll, Giorgio von Arb (Fotos): Georg Malin Skulpturen. Benteli Verlag, Bern 2002.

## Filme
- 1965: Walter Wachter und Yves Yersin: Liechtenstein-Film; in: ZIB, Oesterreichischer Rundfunk ORF 1 und ORF 2, ausgestrahlt am 10. Juni 1974
- 1967: Georg Malin: ein vielseitiger Künstler. In: Antenne, Schweizer Fernsehen, ausgestrahlt am 20. April 1967
- 1985: Heinz Kremer: Ein Künstler in Liechtenstein
- 1990: Georg Malin, Künstlerische Ausgestaltung der Kirche Mauren / Künstlerportrait Georg Malin (2'21") – Landesstudio Vorarlberg, ausgestrahlt am 28. Juli 1990
- 1994: Leben im Verborgenen – Weltliteratur in Liechtenstein. Oesterreichischer Rundfunk ORF 2, Interview mit Georg Malin, ausgestrahlt am 12. März 1994
- 1996: Georg Malin wurde 70 – Ausstellung des Künstlers in Schaan. In: Vorarlberg heute, Oesterreichischer Rundfunk ORF, Ausstrahlung am 9. Februar 1996
- 1996: Vier Künstler stellen in Paris aus. In: Vorarlberg heute, Oesterreichischer Rundfunk ORF, ausgestrahlt am 5. März 1999
- 1996: Zwischen Gelingen & Misslingen. In: Sternstunde Philosophie, Schweizer Fernsehen, ausgestrahlt am 7. Januar 1996, 11:00
- 2000: Filmsequenz aus Georg Malins Atelier und ein Blick auf die Skulpturenwiese im Maurer Riet, Aufnahmen aus dem Jahre 1999. In: Bilder einer Landschaft, das Fürstentum Liechtenstein. Ein Film von Helmut Görlach, Bayerisches Fernsehen, ausgestrahlt am 16. März 2000, 19:30 (Aufnahme 1999)
- 2013: Jürgen Kindle: Zeitzeugen Liechtensteins: Georg Malin. JK Entertainment